# Dactylolabis wodzickii
Dactylolabis wodzickii är en tvåvingeart som först beskrevs av Maksymilian Nowicki 1867.  Dactylolabis wodzickii ingår i släktet Dactylolabis och familjen småharkrankar. Inga underarter finns listade i Catalogue of Life.